# 천국의 전쟁
천국의 전쟁(Batalla En El Cielo / Battle In Heaven)은 멕시코/독일/프랑스가 합작한 2004년 영화이다. 대한민국에서 노골적인 성기 노출장면을 이유로 제한상영가를 받았다.

## 출연

### 주연
- 마르코스 헤르난데즈
- 아나폴라 무슈카디즈

### 조연
- 베르다 루이즈
- 데이빗 보른스테인
- 로잘린다 라미레즈

## 기타
- 공동제작: 조셉 루쇼프

## 과다노출 논란
발기한 남성성기를 클로즈업하여 여과없이 방영하고 장시간 성관계 장면에 포함되어 논란에 휩싸였다.

## 같이 보기
- 제한상영가 등급제 사건